# 寇拜·奥多尼斯
寇拜·奥多尼斯·科隆（英語：Colby O'Donis Colón，1989年3月14日—）是美国歌手，以客串嘎嘎小姐的著名单曲舞力全开而知名，由于唱片公司的矛盾，塞内加尔裔美国歌手阿肯不能前来助阵，嘎嘎小姐便邀请了来自跟阿肯同一唱片公司KonLive的奥多尼斯代替。
奥多尼斯在2008年通过KonLive和格芬唱片公司合资公司发布了他的首张录音室专辑《Colby O》，并取得了适度的商业成功。这张专辑在公告牌二百强专辑榜上排名第41位，与阿肯合作的主打单曲What You Got曾在公告牌百强单曲榜中排名前20位。同年，他还与卡迪諾·歐非瑟一同客串了阿肯的单曲美得過火，他还为乔登·奈特和香奈儿创作过歌曲。